# Sandakan Memorial Park

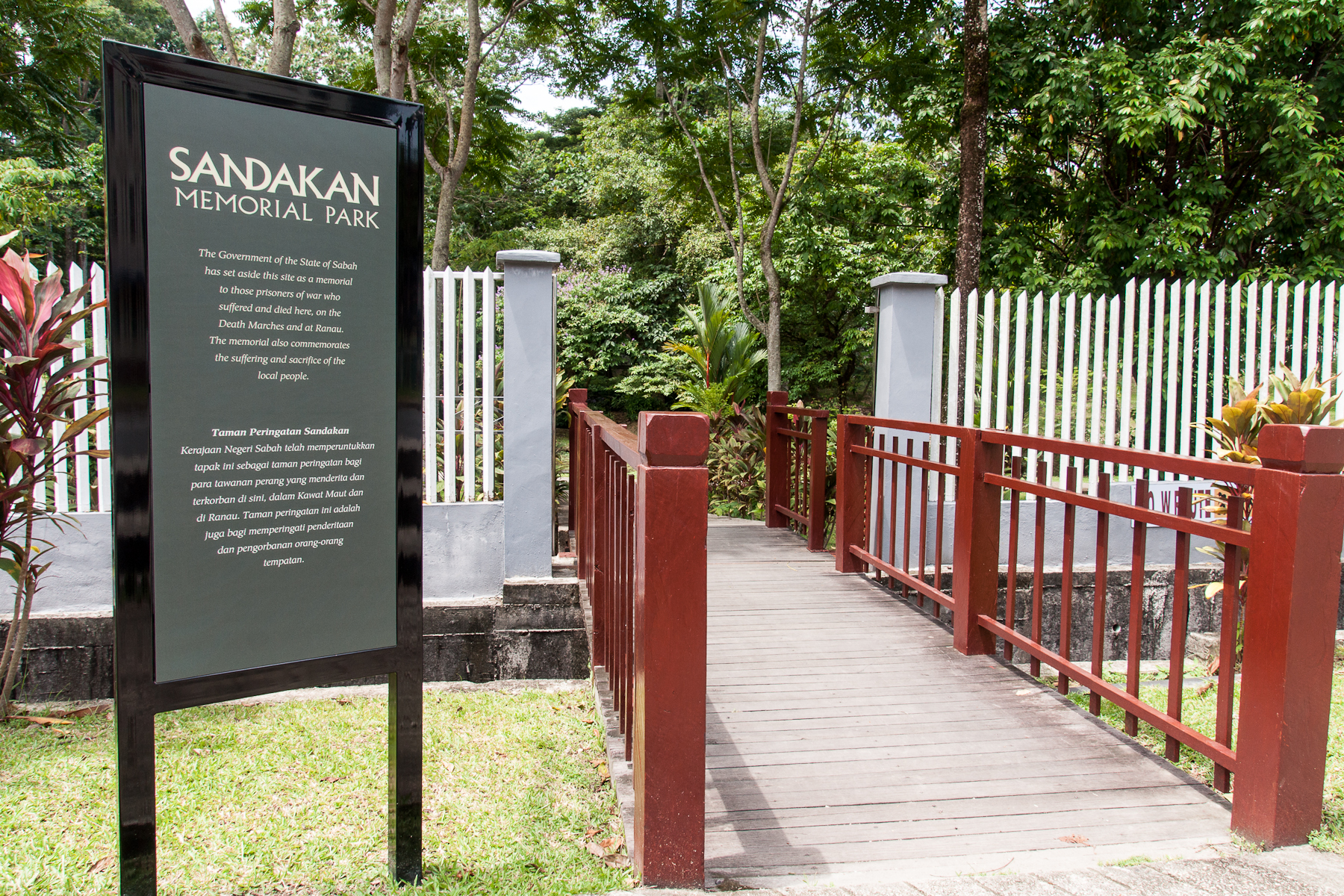
Eingang zur Gedenkstätte

Der Sandakan Memorial Park oder (mal.) Tanah Peringatan Sandakan ist eine Gedenkstätte auf dem Gelände des ehemaligen Kriegsgefangenenlagers Sandakan im malaysischen Bundesstaat Sabah. Die Gedenkstätte ist der Erinnerung an die Kriegsgefangenen des Lagers in Sandakan gewidmet, die hier, im Verlauf der Todesmärsche und in Ranau starben. Außerdem würdigt sie das Leiden und die Opfer der einheimischen Bevölkerung.

## Lage
Die Gedenkstätte liegt etwa 1,5 Kilometer südwestlich des heutigen Flughafens Sandakan. Die Gedenkstätte belegt dabei einen Teil des früheren Camps der australischen B Force.

## Geschichte

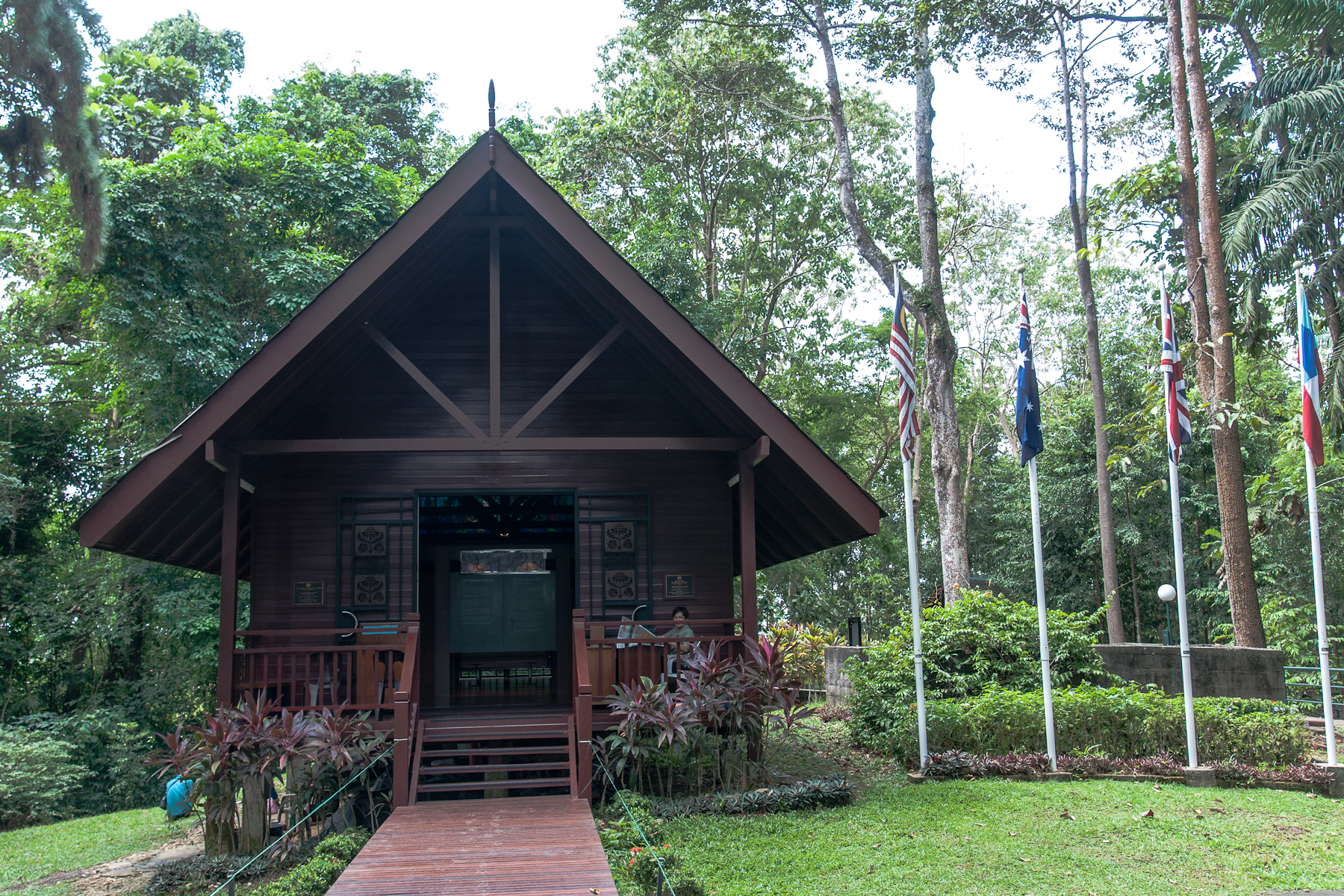
Der Pavillon mit der Dauerausstellung

Durch den für die Japaner anfangs äußerst erfolgreichen Verlauf des Krieges wurden die vielen kriegsgefangenen alliierten Soldaten auf verschiedene Lagereinrichtungen im Pazifikraum verteilt. Nach Sandakan wurden im Juli 1942 nahezu 1500 australische Kriegsgefangene von Singapur  transferiert, um dort einen Militärflugplatz aufzubauen. 1943 folgten über 770 britische und weitere 500 australische „POW“.
Auf dem Höhepunkt der Belegung im Jahr 1943 waren im Lager etwa 2500 Kriegsgefangene untergebracht. Im Januar 1945 startete von hier aus der erste der drei „Todesmärsche von Sandakan“.
1986 wurde auf dem verlassenen Gelände ein Gedenkstein aufgestellt, der die Verdienste Captain Lionel Matthews und der Untergrundbewegung Sandakans würdigte und der auch der sechs Überlebenden der Todesmärsche gedachte.
Eine Vereinbarung zwischen der Regierung des Bundesstaats Sabah, der Regierung von Australien, der Veteranenvereinigung „Returned & Services League of Australia“ und dem Stadtrat von Sandakan schuf 1995 die Voraussetzung zur Errichtung der Gedenkstätte. Die australische Regierung ließ den Pavillon und den Obelisken mit dem Gedächtnisplatz errichten und restaurierte die Überreste der technischen Einrichtungen des Lagers, also Bagger, Dampferzeuger und Generator. Die feierliche Eröffnung der Gedenkstätte fand am 18. März 1999 statt.

## Stationen der Gedenkstätte

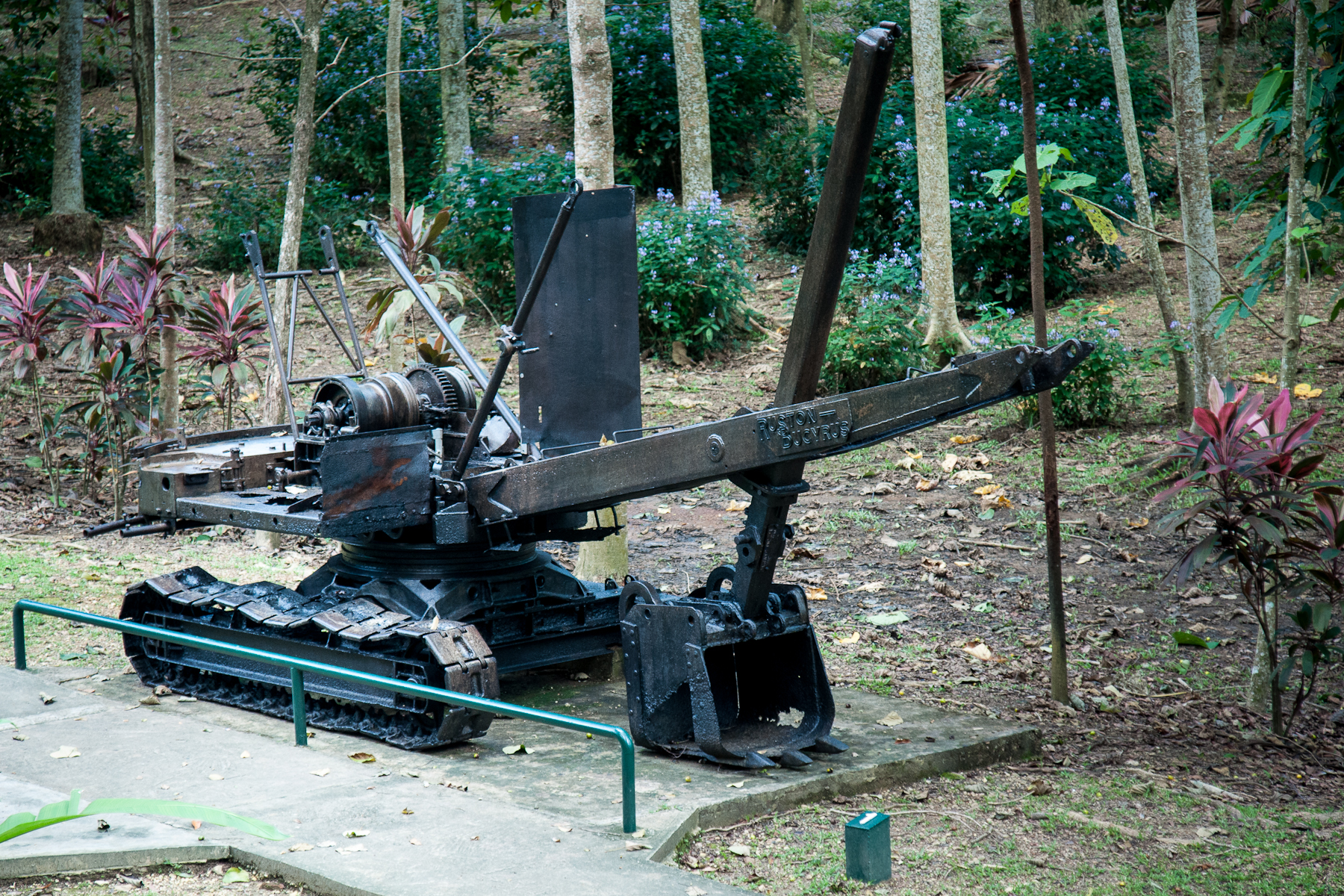
Der Bagger

Die Gedenkstätte ist in sechs Stationen gegliedert, die durch einen Rundweg miteinander verbunden sind.

### Bagger
Der Bagger der Marke Ruston-Bucyrus wurde für den Bau des Flughafens eingesetzt. Während einer Reparatur wurde er von einem australischen Kriegsgefangenen sabotiert. Er kam nie wieder zum Einsatz.

### Dampferzeuger und Generator
Der Dampferzeuger und ein Teil des dazugehörigen Generators gehörten zum Elektrizitätswerk des Lagers. Das E-Werk stammte noch aus der Zeit vor der japanischen Besetzung Sabahs. Die holzbefeuerte Dampfmaschine trieb den Generator an, der wiederum Strom mit einer Spannung von 110 Volt produzierte, der für die Beleuchtung des Camps und dessen Umzäunung verwendet wurde.
Das E-Werk spielte außerdem eine wichtige Rolle beim Betrieb des geheimen Senders, den die Untergrundbewegung des Camps kontrollierte. Von 1942 bis zu seiner Entdeckung im Juli 1943 wurde in den Abendstunden heimlich die Spannung erhöht, um die Sendeanlage mit ausreichender Spannung zu versorgen.

### „Der Große Baum“
„Der Große Baum“ (The Big Tree) – ein riesiges Exemplar eines Mengarisbaumes (Koompassia excelsa) – stand ursprünglich dort, wo heute der Gedenkobelisk platziert ist. Durch seine Größe war er die dominierende Struktur des Kriegsgefangenenlagers. Kurz nach Kriegsende wurde er durch ein Feuer zerstört. Ein neuer Mengarisbaum wurde am 25. April 2008 in der Nähe des Eingangs zum Park gepflanzt.

### Lebensmittelmagazin und Küche
Der japanische Quartiermeister betrieb in der Nähe des Lagerbereichs 1 ein Lebensmitteldepot und eine Küche für die Japaner. Von dieser Einrichtung ist ein Fundament und ein Wasserspeicher aus Beton erhalten geblieben.

### Haupteingang und Zufahrtsstraße
An der Ostseite der Gedenkstätte befand sich früher der Haupteingang zum Lagerbereich 1. Die Reste einer Straße führen nach links zum Flughafen und nach rechts zur Straßenmeile 8 der Straße von Sandakan nach Ranau. Von hier aus starteten alle drei Märsche nach Ranau.

## Gedenkpavillon
Der Sandakan Commemorative Pavillon wurde am 18. März 1999 vom australischen „Minister für Veteranenangelegenheiten“ Bruce Scott eröffnet. Er enthält eine Dauerausstellung über das Kriegsgefangenenlager und die Todesmärsche in englischer und malaiischer Sprache.

## Memorial

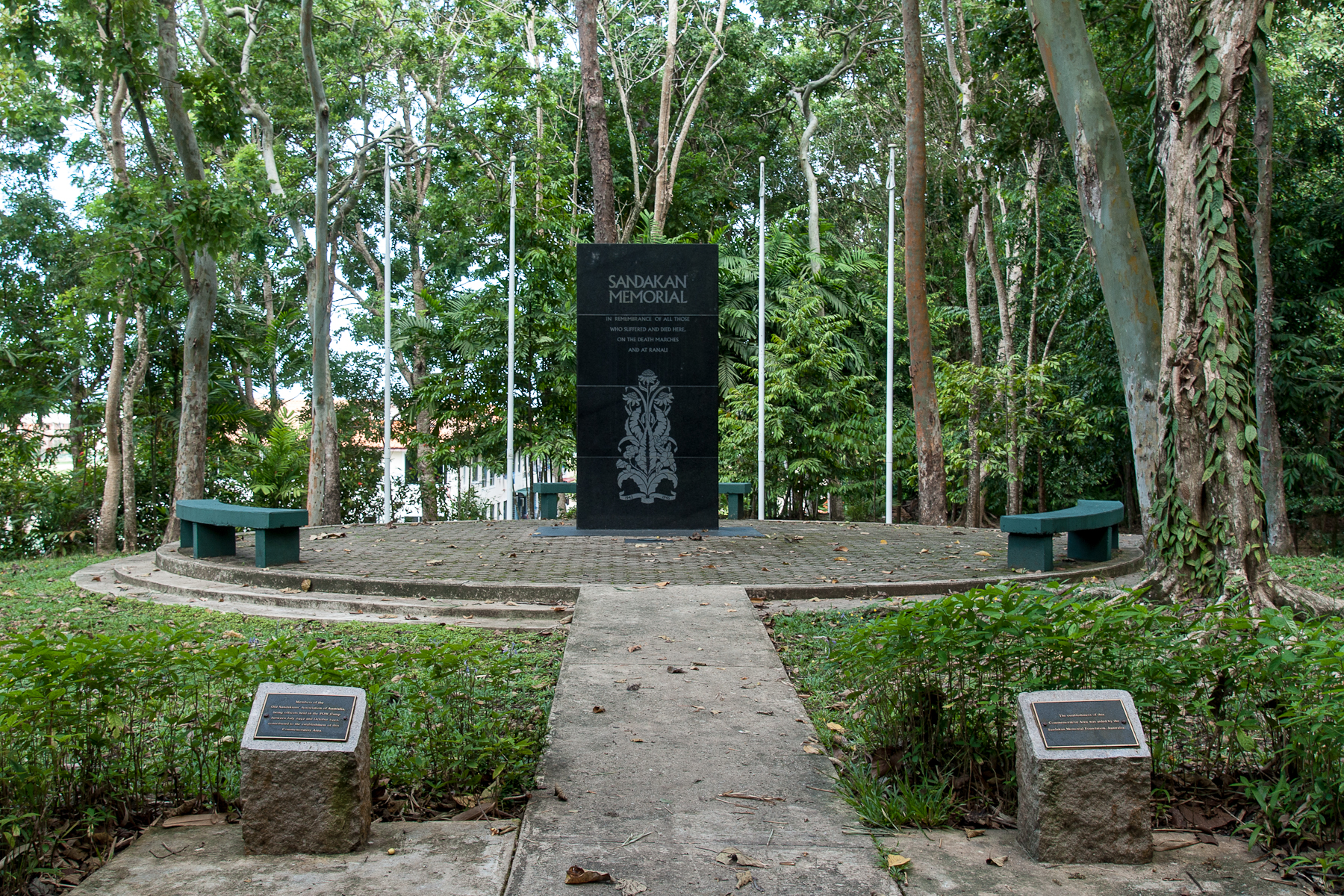
Der Gedenkstein

Das eigentliche „Sandakan Memorial“ ist eine schwarze Stele, auf einem kreisrunden, gepflasterten Platz von etwa zehn Meter Durchmesser. Es trägt die Inschrift:
Sandakan Memorial

In Remembrance Of All Those 

Who Suffered and Died Here,

On The Death Marches

And At Ranau

## Sonstiges
Alle sterblichen Überreste von Kriegsgefangenen, die während der Untersuchungen nach Kriegsende auf dem Gelände aufgefunden wurden, wurden auf die zentrale Kriegsgräberstätte in Labuan überführt. Die identifizierten Toten wurden dort in namentlich gekennzeichnete Gräbern bestattet, während die Namen der Übrigen auf entsprechenden Gedenktafeln in Labuan und Singapur gelistet wurden.

## P.O.W. Route

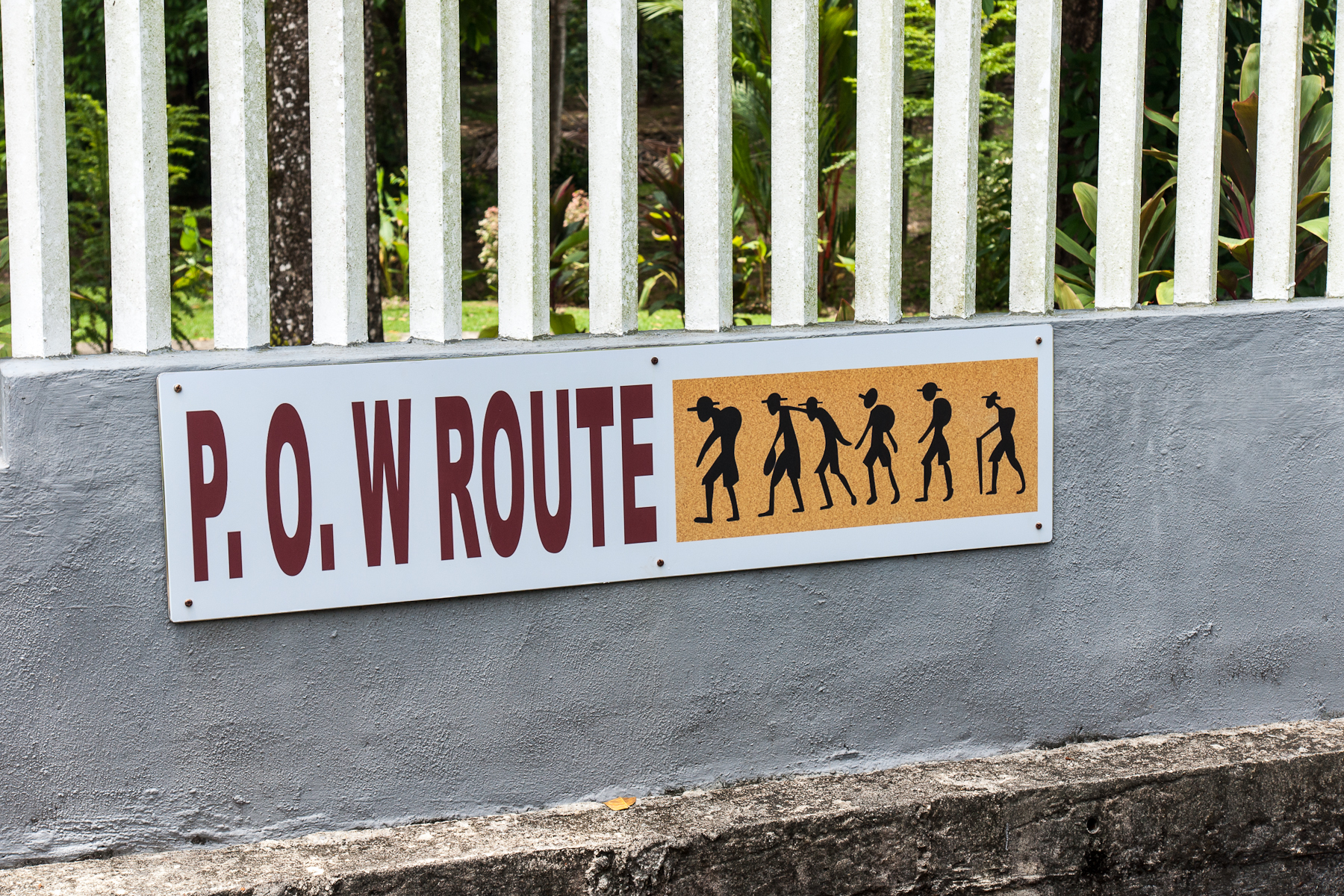
Markierung der „P.O.W. Route“

Die Gedenkstätte ist die erste Station auf der „P.O.W. Route“, auf der die Kriegsgefangenen während der drei Todesmärsche im Gelände marschierten. Die Route beginnt in Sandakan und endet am „Last POW Camp“ bei Ranau. Die Stationen der Strecke sind mit einem Schild markiert.